# Scinax pinima
Scinax pinima es una especie de anfibios de la familia Hylidae. Es endémica de Brasil.
Sus hábitats naturales incluyen sabanas secas, zonas de arbustos, praderas a baja altitud, pantanos y marismas intermitentes de agua dulce. Está amenazada de extinción por la destrucción de su hábitat natural.